# Heradida extima
Heradida extima là một loài nhện trong họ Zodariidae.
Loài này thuộc chi Heradida. Heradida extima được Rudy Jocqué miêu tả năm 1987.